# Bruyères (Weismes)
Bruyères (Duits: Ausderheiden) is een woonkern in de gemeente Weismes in de Belgische provincie Luik.
Deelgemeenten: Faymonville · Robertville · Weismes

Overige kernen: Bruyères · Champagne · Gueuzaine · Libomont · Ondenval · Outrewarche  · Ovifat · Remonval · Sourbrodt · Steinbach · Thirimont · Walk

Belgische gemeenten · arrondissement Verviers · provincie Luik · Wallonië